# Miami Beach
Miami Beach is een plaats (city) in de Amerikaanse staat Florida, en valt bestuurlijk gezien onder Miami-Dade County. De plaats is bekend wegens het (kunstmatig aangelegd) strand, dat ook wel de "Amerikaanse Rivièra" wordt genoemd, en geldt als het bekendste overwinteringsoord in Florida voor rijkere en oudere Amerikanen. Ook is er een grote gemeenschap van Cubaanse vluchtelingen en de plaats wordt ook veel genoemd in verband met de georganiseerde misdaad (drugshandel) die er zou zijn neergestreken. In die hoedanigheid fungeerde de stad als decor voor de politieserie en -film Miami Vice.

## Bestuur
Miami Beach wordt bestuurd door een burgemeester en 6 commissarissen. De burgemeester organiseert commissievergaderingen en de burgemeester en alle commissarissen hebben gelijk stemrecht. De burgemeester dient voor een termijn van 2 jaar met een maximale looptijd van 3 termijnen en commissarissen dienen voor een termijn van 4 jaar en zijn beperkt tot 2 termijnen. Commissarissen worden gekozen per regio en om de twee jaar wordt er voor 3 commissiezetels gestemd. Een stadsmanager is verantwoordelijk voor het beheer van de overheidsoperaties.
Sinds november 2009 is de burgemeester Matti Herrera Bower. De commissarissen zijn Michael Gongora, Jerry Libbin, Jorge Exposito, Ed Tobin, Deede Weithorn en Jonah Wolfson.

## Demografie
Bij de volkstelling in 2000 werd het aantal inwoners vastgesteld op 87.933.
In 2006 werd het aantal inwoners door het United States Census Bureau geschat op 86.916, een daling van 1017 (-1.2%).

## Geografie
Volgens het United States Census Bureau beslaat de plaats een oppervlakte van
48,4 km², waarvan 18,2 km² land en 30,2 km² water.

## Plaatsen in de nabije omgeving
De onderstaande figuur toont nabijgelegen plaatsen in een straal van 8 km rond Miami Beach.

## Bekende plekken
- Cadillac Hotel
- Fillmore Miami Beach at the Jackie Gleason Theatre
- Flagler Monument Island
- Fontainebleau Hotel
- Versace Mansion (Casa Casuarina)
- Holocaust Memorial
- Lincoln Road
- Miami Beach Architectural District
- Miami Beach Botanical Garden
- Ocean Drive
- Ocean Spray Hotel
- South Beach
- Wolfsonian-FIU Museum

## Geboren in Miami Beach
- Valerie Wildman (1953), actrice
- Cheryl Hines (1965), actrice
- Brett Ratner (1969), filmregisseur
- Tracy Middendorf (1970), actrice
- Gina Philips (1970), actrice en filmproducente
- Laila Ali (1977), bokser

## Overleden in Miami Beach
- Al Capone (48), Amerikaans gangster
- Maurice Gibb (53), Engels zanger
- Sid Tepper (96), Amerikaans songwriter
- Gianni Versace (50), Italiaans modeontwerper